# Яшкін Дмитро Олексійович
Дмитро Олексійович Яшкін (чеськ. Dmitrij Jaškin, рос. Дмитрий Алексеевич Яшкин; 23 березня 1993, м. Омськ, Росія) — чеський хокеїст, правий нападник. Виступає за «Сент-Луїс Блюз» у Національній хокейній лізі (НХЛ).
За національністю росіянин, син хокеїста Олексія Яшкіна. Вихованець хокейної школи ХК «Всетін». Виступав за «Славія» (Прага), ХК «Бероуншті Медведі», «Монктон Вайлдкетс» (QMJHL), «Сент-Луїс Блюз», «Чикаго Вулвс» (АХЛ).
В чемпіонатах НХЛ — 139 матчів (18+15), у турнірах Кубка Стенлі — 12 матчів (1+2). В чемпіонатах Чехії — 63 матчі (4+8), у плей-оф — 17 матчів (2+1).
У складі національної збірної Чехії учасник кубка світу 2016. У складі молодіжної збірної Чехії учасник чемпіонатів світу 2012 і 2013. У складі юніорської збірної Чехії учасник чемпіонату світу 2011.
Батько: Олексій Яшкін.